# Джейсон Гаррісон
Джейсон Джон Максвелл Гаррісон (англ. Jason John Maxwell Garrison; 13 листопада 1984, м. Вайт-Рок, Канада) — канадський хокеїст, захисник. Виступає за «Тампа-Бей Лайтнінг» у Національній хокейній лізі.
Виступав за Університет Міннесота-Дулут (NCAA), «Флорида Пантерс», «Рочестер Американс» (АХЛ), «Ванкувер Канакс».
В чемпіонатах НХЛ — 388 матчів (42+96), у турнірах Кубка Стенлі — 25 матчів (2+5).
У складі національної збірної Канади учасник чемпіонатів світу 2014 (7 матчів, 0+4).